# Spilogona deflorata
Spilogona deflorata este o specie de muște din genul Spilogona, familia Muscidae. A fost descrisă pentru prima dată de Holmgren în anul 1872. Conform Catalogue of Life specia Spilogona deflorata nu are subspecii cunoscute.